# Aérodrome de Caye Caulker
L'aérodrome de Caye Caulker (code IATA : CUK) est un aéroport qui dessert Caye Caulker, Belize. La piste est asphaltée.

## Situation
| Belize City (International) Belize City (National) Belmopan‎ Big Creek Caye Caulker Caye Chapel Corozal Dangriga Independence/Savannah Orange Walk‎ Town Placencia‎ Punta Gorda San Ignacio‎ San Pedro‎ Sarteneja Silver Creek |

## Compagnies et destinations
| Compagnies      | Destinations                                                                                             |
| --------------- | --- |
| Maya Island Air | Belize City-P. S. W. Goldson, Belize City (Municipal), San Pedro (Ambregris Caye)                        |
| Tropic Air      | Belize City-P. S. W. Goldson, Belize City (Municipal), Belmopan-Hector Silva, San Pedro (Ambregris Caye) |

Édité le 16/07/2020